# Parrocchie della diocesi di Concordia-Pordenone
Le parrocchie della diocesi di Concordia-Pordenone sono 190 e sono distribuite in comuni e frazioni appartenenti all'ex provincia di Pordenone, alla città metropolitana di Venezia e alla provincia di Treviso.

## Foranie
Dal 2014 la diocesi è organizzata in 8 foranie.

### Forania di Pordenone
Comprende le parrocchie dei comuni di Pordenone e Cordenons. La popolazione del territorio ammonta a 78.330 unità.
| Parrocchia                | Patrono                                         | Comune    | Frazione/Quartiere | Popolazione | Web |
| ------------------------- | ----------------------------------------------- | --------- | ------------------ | ----------- | --- |
| San Marco - Concattedrale | San Marco evangelista                           | Pordenone | centro             | 2.567       |     |
| Beato Odorico             | Beato Odorico da Pordenone                      | Pordenone | est                | 4.255       |     |
| Borgomeduna               | San Giuseppe                                    | Pordenone | Borgomeduna        | 3.900       |     |
| Cordenons                 | Santa Maria Maggiore                            | Cordenons | centro             | 9.177       |     |
| Cristo Re                 | Cristo Re                                       | Pordenone | sud                | 3.200       |     |
| Don Bosco                 | San Giovanni Bosco                              | Pordenone | centro             | 2.267       |     |
| Madonna delle Grazie      | Beata Maria Vergine delle Grazie                | Pordenone | San Gregorio       | 2.000       |     |
| Immacolata Concezione     | Immacolata Concezione della Beata Vergine Maria | Pordenone | nord               | 2.400       |     |
| Pasch                     | Sant'Antonio abate                              | Cordenons | Pasch              | 1.057       |     |
| Roraigrande               | San Lorenzo martire                             | Pordenone | Rorai Grande       | 8.120       |     |
| Sacro Cuore               | Sacro Cuore di Gesù                             | Pordenone | Comina             | 7.800       |     |
| Sant'Agostino             | Sant'Agostino                                   | Pordenone | Torre nord         | 2.800       |     |
| San Francesco             | San Francesco d'Assisi                          | Pordenone | Cappuccini         | 3.500       |     |
| San Giorgio               | San Giorgio martire                             | Pordenone | centro             | 9.000       |     |
| Sclavons                  | San Pietro apostolo                             | Cordenons | Sclavons           | 8.200       |     |
| Torre                     | Santi Ilario e Taziano                          | Pordenone | Torre sud          | 4.030       |     |
| Vallenoncello             | Santi Ruperto e Leonardo                        | Pordenone | Vallenoncello      | 2.600       |     |
| Villa d'Arco              | Santa Giovanna d'Arco                           | Cordenons | Villa d'Arco       | 1.057       |     |
| Villanova                 | Sant'Ulderico                                   | Pordenone | Villanova          | 400         |     |

### Forania dell'Alto Livenza
Comprende le parrocchie dei comuni di Aviano, Budoia, Fontanafredda, Polcenigo, Porcia, Roveredo in Piano e San Quirino, e della frazione San Odorico di Sacile. La popolazione del territorio ammonta a 54.279 unità.
| Parrocchia                | Patrono                                  | Comune                    | Frazione/Quartiere       | Popolazione | Web                                              |
| ------------------------- | ---------------------------------------- | ------------------------- | ------------------------ | ----------- | ------------------------------------------------ |
| Roveredo in Piano         | San Bartolomeo apostolo                  | Roveredo in Piano         | centro                   | 5.965       |                                                  |
| Aviano                    | San Zenone vescovo                       | Aviano                    | centro                   | 4.651       | Archiviato il 2 giugno 2021 in Internet Archive. |
| Budoia                    | Sant'Andrea apostolo                     | Budoia                    | centro                   | 892         |                                                  |
| Castello d'Aviano         | Sante Maria e Giuliana                   | Aviano                    | Castello                 | 370         |                                                  |
| Coltura-Mezzomonte        | San Lorenzo martire e Sant'Antonio abate | Polcenigo                 | Coltura e Mezzomonte     | 782         |                                                  |
| Dardago                   | Santa Maria Maggiore                     | Budoia                    | Dardago                  | 780         |                                                  |
| Fontanafredda             | San Giorgio martire                      | Fontanafredda             | centro                   | 3.600       |                                                  |
| Giais                     | Santa Maria Maggiore                     | Aviano                    | Giais                    | 908         |                                                  |
| Marsure                   | San Lorenzo martire                      | Aviano                    | Marsure                  | 1.397       |                                                  |
| Nave                      | Sant'Antonio abate                       | Fontanafredda             | Nave                     | 1.000       |                                                  |
| Palse                     | Santi Martino e Vigilio                  | Porcia                    | Palse                    | 2.068       |                                                  |
| Piancavallo               | Maria Ausiliatrice                       | Aviano                    | Piancavallo              | 44          |                                                  |
| Polcenigo                 | San Giacomo apostolo                     | Polcenigo                 | centro                   | 606         |                                                  |
| Porcia                    | San Giorgio martire                      | Porcia                    | centro                   | 5.641       |                                                  |
| Ranzano                   | San Paolo apostolo                       | Fontanafredda             | Ranzano                  | 1.050       |                                                  |
| Roraipiccolo              | Sant'Agnese vergine e martire            | Porcia                    | Roraipiccolo             | 3.589       |                                                  |
| San Foca                  | San Foca                                 | San Quirino               | San Foca                 | 680         |                                                  |
| San Giovanni di Polcenigo | San Giovanni Battista                    | Polcenigo                 | San Giovanni             | 1.780       |                                                  |
| Sant'Antonio di Porcia    | Sant'Antonio di Padova                   | Porcia, Roveredo in Piano | Sant'Antonio, Borgonuovo | 4.200       |                                                  |
| Santa Lucia di Budoia     | Santi Giuseppe e Lucia                   | Budoia                    | Santa Lucia              | 528         |                                                  |
| San Martino di Campagna   | San Martino vescovo                      | Aviano                    | San Martino di Campagna  | 701         |                                                  |
| Sant'Odorico              | Sant'Ulderico                            | Sacile                    | San Odorico              | 2.350       |                                                  |
| San Quirino               | San Quirino                              | San Quirino               | centro                   | 2.995       |                                                  |
| Sedrano                   | San Giacomo apostolo                     | San Quirino               | Sedrano                  | 627         |                                                  |
| Vigonovo                  | Santa Maria Assunta                      | Fontanafredda             | Vigonovo                 | 3.150       |                                                  |
| Villadolt                 | Santissimo Redentore                     | Fontanafredda             | Villadolt                | 2.990       |                                                  |
| Villotta d'Aviano         | Santa Maria Maddalena                    | Aviano                    | Villotta                 | 935         | Archiviato il 2 giugno 2021 in Internet Archive. |

### Forania di Azzano Decimo
Comprende le parrocchie dei comuni di Azzano Decimo, Chions, Fiume Veneto e Prata di Pordenone, e delle frazioni Maron e Tamai di Brugnera; non vi sono comprese le parrocchie delle frazioni Ghirano e Villanova di Prata di Pordenone, appartententi alla diocesi di Vittorio Veneto. La popolazione del territorio ammonta a 43.186 unità.
| Parrocchia      | Patrono                                  | Comune               | Frazione/Quartiere | Popolazione | Web |
| --------------- | ---------------------------------------- | -------------------- | ------------------ | ----------- | --- |
| Azzano Decimo   | San Pietro apostolo                      | Azzano Decimo        | centro             | 9.500       |     |
| Bannia          | Sante Perpetua e Felicita                | Fiume Veneto         | Bannia             | 2.265       |     |
| Chions          | San Giorgio martire                      | Chions, Pravisdomini | centro, Panigai    | 2.308       |     |
| Cimpello        | San Tommaso apostolo                     | Fiume Veneto         | Cimpello           | 1.200       |     |
| Corva           | San Bartolomeo apostolo                  | Azzano Decimo        | Corva              | 2.000       |     |
| Fagnigola       | San Michele arcangelo                    | Azzano Decimo        | Fagnigola          | 1.070       |     |
| Fiume Veneto    | San Nicolò vescovo                       | Fiume Veneto         | centro             | 6.243       |     |
| Maron           | San Michele arcangelo                    | Brugnera             | Maron              | 2.660       |     |
| Pescincanna     | San Michele arcangelo                    | Fiume Veneto         | Pescincanna        | 978         |     |
| Prata           | Santa Lucia vergine e martire            | Prata di Pordenone   | centro             | 4.608       |     |
| Praturlone      | San Giacomo apostolo                     | Fiume Veneto         | Praturlone         | 905         |     |
| Puja            | Santa Maria della Presentazione          | Prata di Pordenone   | Puja               | 568         |     |
| Taiedo-Torrate  | Santi Andrea apostolo e Giuliano martire | Chions               | Taiedo e Torrate   | 871         |     |
| Tamai           | Santa Margherita vergine e martire       | Brugnera             | Tamai              | 2.825       |     |
| Tiezzo          | San Martino vescovo                      | Azzano Decimo        | Tiezzo             | 3.470       |     |
| Villotta-Basedo | Santi Liberale e Bartolomeo              | Chions               | Villotta e Basedo  | 1.715       |     |

### Forania del Basso Livenza
Comprende le parrocchie dei comuni di Annone Veneto, Meduna di Livenza, Pasiano di Pordenone, Pramaggiore, Pravisdomini e San Stino di Livenza, e della frazione Lorenzaga di Motta di Livenza. La popolazione del territorio ammonta a 35.317 unità.
| Parrocchia             | Patrono                                    | Comune               | Frazione/Quartiere   | Popolazione | Web |
| ---------------------- | ------------------------------------------ | -------------------- | -------------------- | ----------- | --- |
| San Stino di Livenza   | Santo Stefano protomartire                 | San Stino di Livenza | centro               | 7.969       |     |
| Annone Veneto          | San Vitale                                 | Annone Veneto        | centro               | 2.832       |     |
| Azzanello              | San Zenone vescovo                         | Pasiano di Pordenone | Azzanello            | 630         |     |
| Barco                  | San Martino vescovo                        | Pravisdomini         | Barco                | 540         |     |
| Blessaglia             | Santa Maria Assunta                        | Pramaggiore          | Blessaglia           | 1.500       |     |
| Brische                | Santa Maria                                | Meduna di Livenza    | Brische              | 740         |     |
| Cecchini               | Sant'Antonio di Padova e San Nicolò        | Pasiano di Pordenone | Cecchini             | 1.390       |     |
| Corbolone              | San Marco evangelista                      | San Stino di Livenza | Corbolone            | 1.350       |     |
| Frattina               | San Nicolò vescovo                         | Pravisdomini         | Frattina             | 863         |     |
| La Salute di Livenza   | Santa Maria della Presentazione            | San Stino di Livenza | La Salute di Livenza | 2.870       |     |
| Loncon                 | Sant'Osvaldo re                            | Annone Veneto        | Loncon               | 584         |     |
| Lorenzaga              | San Silvestro                              | Motta di Livenza     | Lorenzaga            | 1.270       |     |
| Meduna di Livenza      | San Giovanni Battista                      | Meduna di Livenza    | centro               | 1.735       |     |
| Pasiano                | San Paolo apostolo                         | Pasiano di Pordenone | centro               | 3.400       |     |
| Pramaggiore-Salvarolo  | Santi Marco evangelista e Giacomo apostolo | Pramaggiore          | centro e Salvarolo   | 3.164       |     |
| Pravisdomini           | Sant'Antonio abate                         | Pravisdomini         | centro               | 1.470       |     |
| Rivarotta              | San Benedetto abate                        | Pasiano di Pordenone | Rivarotta            | 890         |     |
| Sant'Alò-Biverone      | Santi Antonio abate e Giuseppe             | San Stino di Livenza | Biverone e Sant'Alò  | 670         |     |
| Sant'Andrea di Pasiano | Sant'Andrea apostolo                       | Pasiano di Pordenone | Sant'Andrea          | 350         |     |
| Visinale               | Santa Maria degli Angeli                   | Pasiano di Pordenone | Visinale             | 1.100       |     |

### Forania di Maniago
Comprende le parrocchie dei comuni di Andreis, Arba, Barcis, Cavasso Nuovo, Cimolais, Claut, Erto e Casso, Fanna, Frisanco, Maniago, Meduno, Montereale Valcellina, Tramonti di Sopra, Tramonti di Sotto, Vajont e Vivaro; non vi è compresa la frazione Casso di Erto e Casso, appartenente alla parrocchia di Longarone, in diocesi di Belluno-Feltre. La popolazione del territorio ammonta a 27.566 unità.
| Parrocchia                | Patrono                                                       | Comune                               | Frazione/Quartiere      | Popolazione | Web |
| ------------------------- | ------------------------------------------------------------- | ------------------------------------ | ----------------------- | ----------- | --- |
| Maniago                   | San Mauro martire                                             | Maniago                              | centro                  | 7.250       |     |
| Andreis                   | Santa Maria delle Grazie                                      | Andreis                              | centro                  | 188         |     |
| Arba                      | San Michele arcangelo                                         | Arba                                 | centro                  | 1.065       |     |
| Barcis                    | San Giovanni Battista                                         | Barcis                               | centro                  | 162         |     |
| Basaldella                | Sante Fosca e Maura                                           | Vivaro                               | Basaldella              | 236         |     |
| Campagna                  | Sant'Antonio di Padova                                        | Maniago                              | Campagna, Dandolo       | 1.823       |     |
| Cavasso Nuovo             | San Remigio                                                   | Cavasso Nuovo                        | centro                  | 1.512       |     |
| Chievolis                 | Santi apostoli Pietro e Paolo                                 | Tramonti di Sopra, Tramonti di Sotto | Chievolis, Tamarat      | 56          |     |
| Cimolais                  | Santa Maria Maggiore                                          | Cimolais                             | centro                  | 357         |     |
| Claut                     | San Giorgio martire                                           | Claut                                | centro                  | 900         |     |
| Colle                     | San Gottardo                                                  | Arba                                 | Colle                   | 241         |     |
| Erto                      | San Bartolomeo apostolo                                       | Erto e Casso                         | Erto                    | 345         |     |
| Fanna                     | San Martino vescovo                                           | Fanna                                | centro                  | 1.535       |     |
| Fratta                    | Sant'Antonio abate                                            | Maniago                              | Fratta                  | 863         |     |
| Frisanco-Casasola         | Sante Fosca e Maura e Sant'Osvaldo re                         | Frisanco                             | centro e Casasola       | 360         |     |
| Grizzo                    | San Bartolomeo apostolo                                       | Montereale Valcellina                | Grizzo                  | 1.183       |     |
| Malnisio                  | San Giovanni Battista                                         | Montereale Valcellina                | Malnisio                | 928         |     |
| Maniagolibero             | Santi Vito, Modesto e Crescenzia martiri                      | Maniago                              | Maniagolibero           | 1.239       |     |
| Meduno-Navarons           | Santa Maria Maggiore e San Pellegrino                         | Meduno                               | centro e Navarons       | 1.541       |     |
| Montereale Valcellina     | Santa Maria Assunta                                           | Montereale Valcellina                | centro                  | 1.274       |     |
| Poffabro                  | San Nicolò vescovo                                            | Frisanco                             | Poffabro                | 198         |     |
| San Leonardo Valcellina   | San Leonardo                                                  | Montereale Valcellina                | San Leonardo Valcellina | 862         |     |
| Tesis                     | San Paolo apostolo                                            | Vivaro                               | Tesis                   | 382         |     |
| Tramonti di Sotto-Campone | Santa Maria Maggiore, Sant'Antonio abate e San Nicolò vescovo | Tramonti di Sotto                    | centro e Campone        | 314         |     |
| Tramonti di Sopra         | San Floriano martire                                          | Tramonti di Sopra                    | centro                  | 246         |     |
| Vajont                    | Gesù Crocifisso                                               | Vajont                               | centro                  | 1.800       |     |
| Vivaro                    | Santa Maria Assunta                                           | Vivaro                               | centro                  | 706         |     |

### Forania Portogruarese
Comprende le parrocchie dei comuni di Cinto Caomaggiore, Concordia Sagittaria, Fossalta di Portogruaro, Gruaro, Portogruaro, San Michele al Tagliamento e Teglio Veneto, e delle frazioni di Brussa e Castello, in comune di Caorle. La popolazione del territorio ammonta a 62.192 unità.
| Parrocchia                    | Patrono                          | Comune                            | Frazione/Quartiere                                  | Popolazione | Web |
| ----------------------------- | -------------------------------- | --------------------------------- | --------------------------------------------------- | ----------- | --- |
| Concordia - Cattedrale        | Santo Stefano protomartire       | Concordia Sagittaria              | centro, Cavanella, Paludetto                        | 8.985       |     |
| Bagnara                       | San Tommaso apostolo             | Gruaro                            | Bagnara                                             | 663         |     |
| Bibione                       | Santa Maria Assunta              | San Michele al Tagliamento        | Bibione                                             | 2.564       |     |
| Brussa                        | San Bartolomeo apostolo          | Caorle                            | Brussa                                              | 50          |     |
| Castello di Caorle            | Regina della Pace                | Caorle                            | Castello                                            | 360         |     |
| Cesarolo-Baseleghe            | San Nicolò e Sacro Cuore di Gesù | San Michele al Tagliamento        | Cesarolo e Baseleghe                                | 2.900       |     |
| Cintello                      | San Giovanni Battista            | Teglio Veneto                     | Cintello                                            | 453         |     |
| Cinto Caomaggiore             | San Biagio vescovo e martire     | Cinto Caomaggiore                 | centro                                              | 2.200       |     |
| Fossalta di Portogruaro       | San Zenone vescovo               | Fossalta di Portogruaro           | centro                                              | 4.110       |     |
| Giai                          | San Giovanni Battista            | Gruaro                            | Giai                                                | 968         |     |
| Giussago                      | Santo Stefano                    | Portogruaro                       | Giussago                                            | 840         |     |
| Gruaro                        | San Giusto martire               | Gruaro                            | centro                                              | 1.134       |     |
| Lison                         | Santa Maria                      | Portogruaro                       | Lison                                               | 503         |     |
| Lugugnana-Marina              | Santa Maria del Carmelo          | Portogruaro                       | Lugugnana e Marina                                  | 1.800       |     |
| Portogruaro - B. M. V. Regina | Beata Maria Vergine Regina       | Portogruaro                       | sudest                                              | 6.530       |     |
| Portogruaro - S. Agnese       | Sant'Agnese vergine e martire    | Portogruaro                       | sudovest                                            | 1.300       |     |
| Portogruaro - S. Andrea       | Sant'Andrea apostolo             | Portogruaro                       | centro                                              | 5.120       |     |
| Portogruaro - S. Nicolò       | San Nicolò vescovo               | Portogruaro                       | nordovest                                           | 2.700       |     |
| Portogruaro - S. Rita         | Santa Rita da Cascia             | Portogruaro                       | nordest                                             | 3.200       |     |
| Portovecchio                  | Santa Maria della Purificazione  | Portogruaro                       | Portovecchio                                        | 774         |     |
| Pradipozzo                    | San Martino vescovo              | Portogruaro                       | Pradipozzo                                          | 1.012       |     |
| San Giorgio al Tagliamento    | San Giorgio martire              | San Michele al Tagliamento        | San Giorgio al Tagliamento                          | 1.900       |     |
| San Michele al Tagliamento    | San Michele arcangelo            | San Michele al Tagliamento        | centro                                              | 4.000       |     |
| Settimo                       | San Giovanni Battista            | Cinto Caomaggiore                 | Settimo                                             | 880         |     |
| Sindacale                     | San Giuseppe operaio             | Concordia Sagittaria              | Sindacale                                           | 779         |     |
| Summaga                       | Santa Maria Maggiore             | Portogruaro                       | Summaga                                             | 1.756       |     |
| Teglio Veneto                 | San Giorgio martire              | Teglio Veneto                     | centro                                              | 1.690       |     |
| Teson                         | San Pio X                        | Concordia Sagittaria, Portogruaro | Teson, Mazzolada                                    | 1.588       |     |
| Vado                          | San Matteo apostolo              | Fossalta di Portogruaro           | Vado                                                | 350         |     |
| Villanova della Cartera       | San Tommaso apostolo             | San Michele al Tagliamento        | Villanova della Cartera e Malafesta                 | 443         |     |
| Villanova di Fossalta         | Santa Margherita regina          | Fossalta di Portogruaro           | Villanova Santa Margherita e Villanova Sant'Antonio | 2.400       |     |

### Forania di San Vito al Tagliamento
Comprende le parrocchie dei comuni di Casarsa della Delizia, Cordovado, Morsano al Tagliamento, San Vito al Tagliamento, Sesto al Reghena e Zoppola. La popolazione del territorio ammonta a 43.813 unità.
| Parrocchia              | Patrono                                     | Comune                  | Frazione/Quartiere     | Popolazione | Web |
| ----------------------- | ------------------------------------------- | ----------------------- | ---------------------- | ----------- | --- |
| San Vito al Tagliamento | Santi Vito, Modesto e Crescenzia martiri    | San Vito al Tagliamento | centro                 | 6.560       |     |
| Bagnarola               | Tutti i Santi                               | Sesto al Reghena        | Bagnarola              | 2.330       |     |
| Casarsa della Delizia   | Santa Croce e Beata Vergine del Rosario     | Casarsa della Delizia   | centro                 | 4.866       |     |
| Castions di Zoppola     | Sant'Andrea apostolo                        | Zoppola                 | Castions               | 2.148       |     |
| Cordovado               | Sant'Andrea apostolo                        | Cordovado               | centro                 | 3.000       |     |
| Cusano-Poincicco        | Santa Maria e Sant'Antonio da Padova        | Zoppola                 | Cusano e Poincicco     | 1.872       |     |
| Gleris-Carbona          | Santi Stefano, Sabina e Antonio da Padova   | San Vito al Tagliamento | Gleris e Carbona       | 650         |     |
| Ligugnana               | San Lorenzo martire                         | San Vito al Tagliamento | Ligugnana              | 2.870       |     |
| Madonna di Rosa-Rosa    | Madonna di Rosa e Santo Stefano             | San Vito al Tagliamento | Madonna di Rosa e Rosa | 2.953       |     |
| Morsano-Bando           | Santi Martino vescovo e Bartolomeo apostolo | Morsano al Tagliamento  | centro e Saletto-Bando | 1.997       |     |
| Murlis                  | Santa Lucia vergine e martire               | Zoppola                 | Murlis                 | 296         |     |
| Mussons                 | Sant'Osvaldo re                             | Morsano al Tagliamento  | Mussons                | 318         |     |
| Orcenico Inferiore      | Santi Ulderico vescovo e Antonio abate      | Zoppola                 | Orcenico Inferiore     | 692         |     |
| Orcenico Superiore      | San Lorenzo martire                         | Zoppola                 | Orcenico Superiore     | 500         |     |
| Prodolone               | San Martino vescovo                         | San Vito al Tagliamento | Prodolone              | 1.250       |     |
| Ramuscello              | Santa Maria della Salute                    | Sesto al Reghena        | Ramuscello             | 1.509       |     |
| San Giovanni di Casarsa | San Giovanni Battista                       | Casarsa della Delizia   | San Giovanni           | 3.600       |     |
| San Paolo               | San Paolo apostolo                          | Morsano al Tagliamento  | San Paolo              | 430         |     |
| Savorgnano              | San Giacomo apostolo                        | San Vito al Tagliamento | Savorgnano             | 1.035       |     |
| Sesto al Reghena        | Santa Maria                                 | Sesto al Reghena        | centro                 | 2.020       |     |
| Zoppola                 | San Martino vescovo                         | Zoppola                 | centro                 | 2.917       |     |

### Forania di Spilimbergo
Comprende le parrocchie dei comuni di Castelnovo del Friuli, Clauzetto, Pinzano al Tagliamento, San Giorgio della Richinvelda, San Martino al Tagliamento, Sequals, Spilimbergo, Travesio, Valvasone Arzene e Vito d'Asio, e la frazione Pozzis, in comune di Verzegnis (ex provincia di Udine), inclusa nella parrocchia di Pielungo-San Francesco. La popolazione del territorio ammonta a 29.905 unità.
| Parrocchia                    | Patrono                                          | Comune                        | Frazione/Quartiere                        | Popolazione | Web |
| ----------------------------- | ------------------------------------------------ | ----------------------------- | ----------------------------------------- | ----------- | --- |
| Spilimbergo                   | Santa Maria Maggiore                             | Spilimbergo                   | centro                                    | 8.277       |     |
| Anduins-Casiacco              | Santa Margherita e Sant'Osvaldo re               | Vito d'Asio                   | Anduins e Casiacco                        | 495         |     |
| Arzene                        | San Michele arcangelo                            | Valvasone Arzene              | Arzene                                    | 1.388       |     |
| Aurava-Pozzo                  | Santi Lorenzo martire, Urbano e Sabina           | San Giorgio della Richinvelda | Aurava e Pozzo                            | 645         |     |
| Barbeano                      | Santa Maria Maddalena                            | Spilimbergo                   | Barbeano                                  | 641         |     |
| Castelnovo del Friuli         | San Nicolò vescovo                               | Castelnovo del Friuli         | Vigna                                     | 556         |     |
| Clauzetto-Pradis              | San Martino vescovo e Sacro Cuore di Gesù        | Clauzetto                     | centro, Pradis di Sopra e Pradis di Sotto | 300         |     |
| Domanins                      | San Michele arcangelo                            | San Giorgio della Richinvelda | Domanins                                  | 897         |     |
| Gaio-Baseglia                 | San Marco evangelista e Santa Croce              | Spilimbergo                   | Gaio e Baseglia                           | 715         |     |
| Gradisca                      | Santo Stefano                                    | Spilimbergo                   | Gradisca                                  | 541         |     |
| Istrago                       | San Biagio martire                               | Spilimbergo                   | Istrago                                   | 512         |     |
| Lestans                       | Santa Maria Assunta                              | Sequals                       | Lestans                                   | 1.300       |     |
| Paludea                       | San Carlo                                        | Castelnovo del Friuli         | Paludea                                   | 305         |     |
| Pielungo-San Francesco        | Santi Antonio da Padova e Francesco d'Assisi     | Vito d'Asio, Verzegnis        | Pielungo, San Francesco e Pozzis          | 219         |     |
| Pinzano-Manazzons             | Santi Martino vescovo e Biagio vescovo e martire | Pinzano al Tagliamento        | centro e Manazzons                        | 711         |     |
| Provesano-Cosa                | Santi Leonardo e Tommaso apostolo                | San Giorgio della Richinvelda | Provesano e Cosa                          | 906         |     |
| Rauscedo                      | Santa Maria e San Giuseppe                       | San Giorgio della Richinvelda | Rauscedo                                  | 1.390       |     |
| San Giorgio della Richinvelda | San Giorgio martire                              | San Giorgio della Richinvelda | centro                                    | 794         |     |
| San Lorenzo                   | San Lorenzo martire                              | Valvasone Arzene              | San Lorenzo                               | 428         |     |
| San Martino al Tagliamento    | San Martino vescovo                              | San Martino al Tagliamento    | centro                                    | 1.532       |     |
| Sequals                       | Sant'Andrea apostolo                             | Sequals                       | centro                                    | 800         |     |
| Solimbergo                    | Santi Nomi di Gesù e Maria                       | Sequals                       | Solimbergo                                | 180         |     |
| Tauriano                      | San Nicolò vescovo                               | Spilimbergo                   | Tauriano                                  | 1.115       |     |
| Toppo                         | San Lorenzo martire                              | Travesio                      | Toppo                                     | 410         |     |
| Travesio                      | San Pietro apostolo                              | Travesio                      | centro                                    | 1.365       |     |
| Vacile                        | San Lorenzo martire                              | Spilimbergo                   | Vacile                                    | 450         |     |
| Valeriano                     | Santo Stefano                                    | Pinzano al Tagliamento        | Valeriano                                 | 805         |     |
| Valvasone                     | Santissimo Corpo di Cristo                       | Valvasone Arzene              | Valvasone                                 | 2.108       |     |
| Vito d'Asio                   | San Michele arcangelo                            | Vito d'Asio                   | centro                                    | 120         |     |

## Unità pastorali
Le parrocchie sono a loro volta raggruppate in 28 unità pastorali.
Forania dell'Alto Livenza
- Aviano (parrocchie di Aviano, Budoia, Castello d'Aviano, Coltura-Mezzomonte, Dardago, Giais, Marsure, Piancavallo, Polcenigo, San Giovanni di Polcenigo, San Martino di Campagna, Santa Lucia di Budoia, Villotta d'Aviano)
- Fontanafredda (Fontanafredda, Nave, Ranzano, Sant'Odorico, Vigonovo, Villadolt)
- Porcia (Palse, Roraipiccolo, Sant'Antonio, San Giorgio)
- San Quirino-Roveredo (San Quirino, San Foca, Sedrano, Roveredo in Piano)

Forania di Azzano Decimo
- Azzano Decimo (Azzano Decimo, Corva, Fagnigola, Tiezzo)
- Chions (Chions, Taiedo-Torrate, Villotta-Basedo)
- Fiume Veneto (Bannia, Cimpello, Fiume Veneto, Pescincanna, Praturlone)
- Prata (Maron, Prata, Puja, Tamai)

Forania del Basso Livenza
- Annone Veneto (Annone Veneto, Barco, Blessaglia, Frattina, Loncon, Lorenzaga, Pramaggiore-Salvarolo, Pravisdomini)
- Pasiano (Azzanello, Brische, Cecchini, Meduna di Livenza, Pasiano, Rivarotta, Sant'Andrea, Visinale)
- San Stino (Corbolone, La Salute di Livenza, San Stino, Sant'Alò-Biverone)

Forania di Maniago
- Fanna (Cavasso Nuovo, Chievolis, Fanna, Meduno-Navarons, Tramonti di Sopra, Tramonti-Campone)
- Maniago (Arba, Basaldella, Campagna, Colle, Fratta, Frisanco-Casasola, Maniago, Maniagolibero, Poffabro, Tesis, Vajont, Vivaro)
- Montereale-Cimolais (Andreis, Barcis, Cimolais, Claut, Erto, Grizzo, Malnisio, Montereale Valcellina, San Leonardo Valcellina)

Forania di Pordenone
- Pordenone Centro (Beato Odorico, Don Bosco, San Francesco, San Giorgio, San Marco)
- Pordenone Nord (Immacolata Concezione, Sacro Cuore, San Lorenzo - Roraigrande, Sant'Agostino, Santi Ilario e Taziano - Torre)
- Pordenone Sud (Cristo Re, Madonna delle Grazie, San Giuseppe - Borgomeduna, Sant'Ulderico - Villanova, Santi Ruperto e Leonardo - Vallenoncello)
- Cordenons (Sant'Antonio - Pasch, Santa Giovanna d'Arco, San Pietro - Sclavons, Santa Maria Maggiore)

Forania Portogruarese
- Concordia (Concordia Sagittaria, Sindacale, Teson)
- Fossalta di Portogruaro (Brussa, Castello di Caorle, Cintello, Fossalta, Giussago, Lugugnana-Marina, Teglio Veneto, Vado, Villanova di Fossalta)
- Gruaro-Summaga (Bagnara, Cinto Caomaggiore, Giai, Gruaro, Lison, Pradipozzo, Settimo, Summaga)
- Portogruaro (Beata Maria Vergine Regina, Portovecchio, San Nicolò, Sant'Agnese, Sant'Andrea, Santa Rita)
- San Michele al Tagliamento (Bibione, Cesarolo-Baseleghe, San Giorgio al Tagliamento, San Michele al Tagliamento, Villanova della Cartera)

Forania di San Vito
- Casarsa-Zoppola (Casarsa della Delizia, Castions, Cusano-Poincicco, Murlis, Orcenico Inferiore, Orcenico Superiore, San Giovanni di Casarsa, Zoppola)
- Morsano-Sesto (Bagnarola, Cordovado, Morsano-Bando, Mussons, Ramuscello, San Paolo, Sesto al Reghena)
- San Vito al Tagliamento (Gleris-Carbona, Ligugnana, Madonna di Rosa, Prodolone, San Vito al Tagliamento, Savorgnano)

Forania di Spilimbergo
- San Giorgio-Valvasone (Arzene, Aurava-Pozzo, Domanins, Provesano-Cosa, Rauscedo, San Giorgio della Richinvelda, San Lorenzo, San Martino al Tagliamento, Valvasone)
- Spilimberghese e Val d'Arzino (Anduins-Casiacco, Barbeano, Castelnovo del Friuli, Clauzetto-Pradis, Gaio-Baseglia, Gradisca, Istrago, Lestans, Paludea, Pielungo-San Francesco, Pinzano-Manazzons, Sequals, Solimbergo, Spilimbergo, Tauriano, Toppo, Travesio, Vacile, Valeriano, Vito d'Asio)